# Kostermanthus robustus
Kostermanthus robustus là một loài thực vật có hoa trong họ Cám. Loài này được Prance mô tả khoa học đầu tiên năm 2001.